# Grote voorjaarsspanner
De grote voorjaarsspanner (Agriopis marginaria) is een nachtvlinder uit de familie Geometridae (spanners).
Het vrouwtje heeft rudimentaire vleugels en kan daardoor niet vliegen. De spanwijdte van de mannetjes is 36 tot 42 mm. De rups is grijsbruin met een donkere streep over de rug. De vlinder overwintert als pop.
Als leefgebied geeft de vlinder de voorkeur aan loofbos. Hij komt vrij algemeen voor in Nederland en België.
De vliegtijd is van februari tot en met april.
Als voedselplant dienen diverse loofbomen, zoals meidoorns, iepen, Prunus, berken, wilgen, eiken, lindes, de haagbeuk en els.

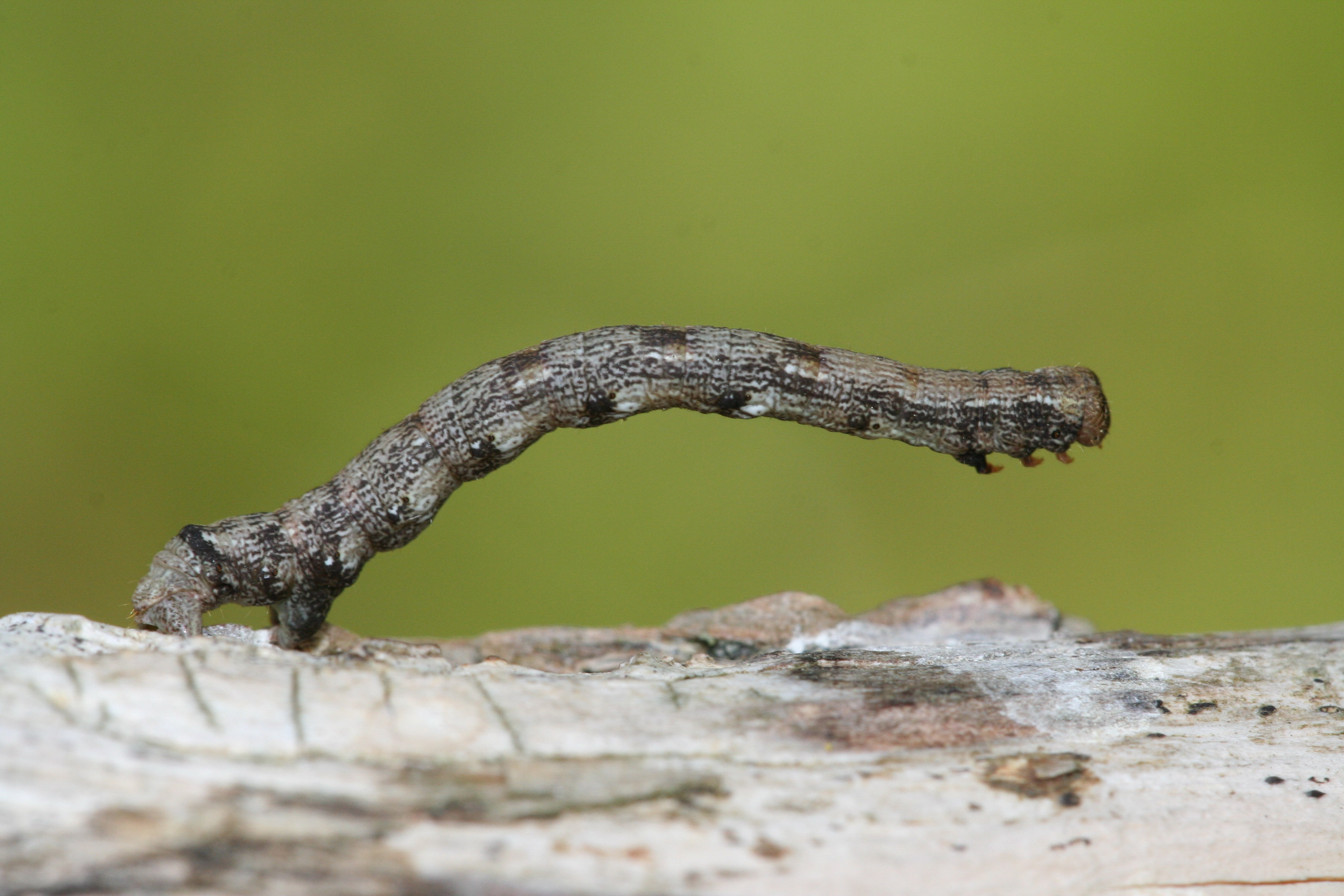
Rups
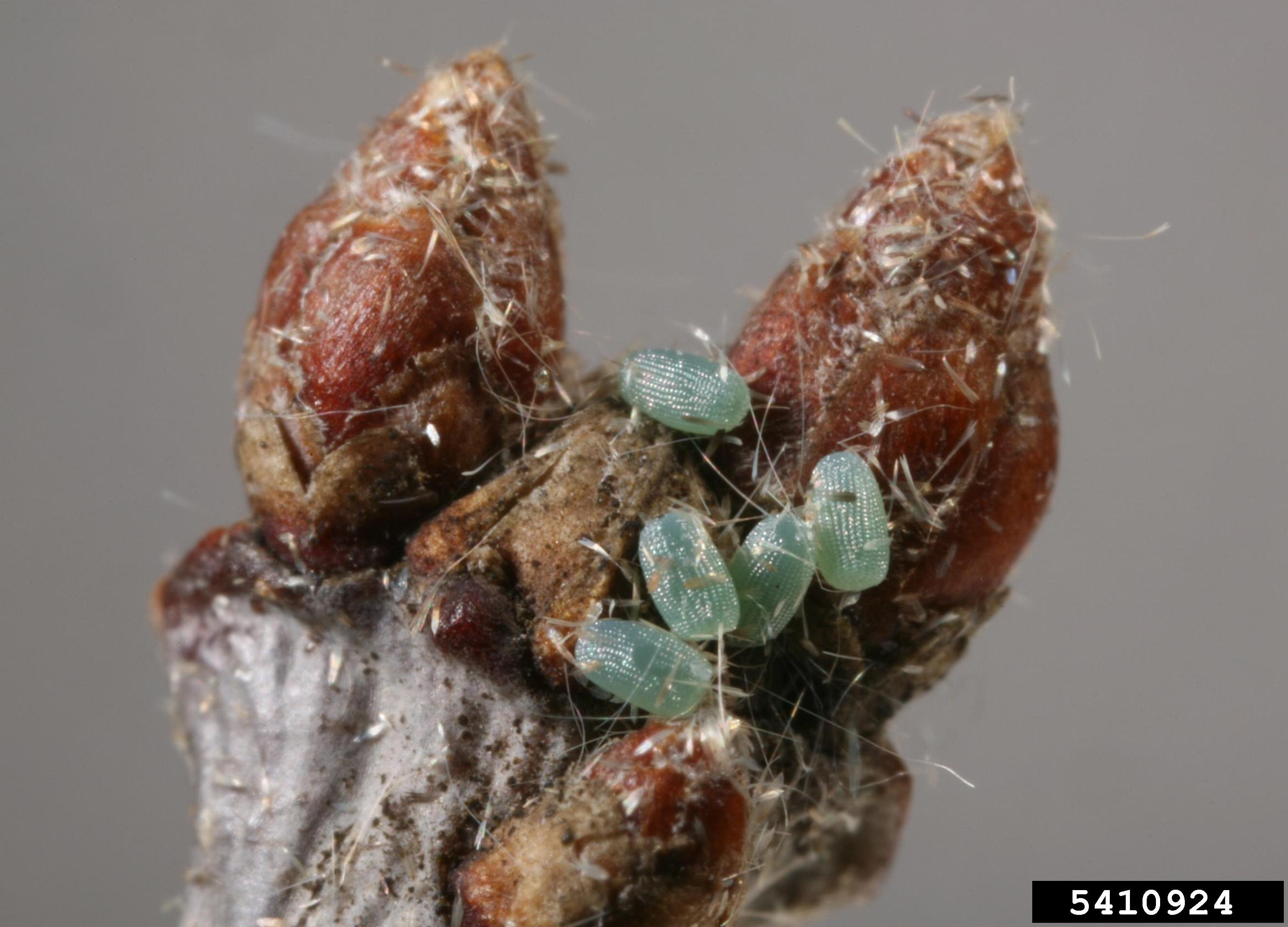
Eitjes